# Luisa Piccarreta
Luisa Piccarreta (Corato, 23 aprile 1865 – Corato, 4 marzo 1947) è stata una mistica italiana, appartenente al Terz'ordine di San Domenico. Nel 1994 è stata nominata serva di Dio, ed è in corso il processo per la sua beatificazione.

## Biografia
Luisa Piccarreta nacque a Corato, in Provincia di Bari, il 23 aprile 1865, in una famiglia di origini contadine. Sin da piccola si dimostrò propensa alla preghiera e alla meditazione; intorno ai 13 anni avrebbe avuto una visione mistica che la rese particolarmente sensibile alla Passione di Gesù. In seguito si unì alle Figlie di Maria, associazione laica della sua città. A 17 avrebbe cominciato a manifestarsi uno stato di profonda prosternazione e sofferenza fisica, che la porterà a trascorrere la maggior parte della vita a letto e impossibilitata a muoversi. Incoraggiata dai suoi confessori, la Piccarreta offrì la propria sofferenza per la redenzione dell'umanità, dichiarandosi anima vittima.
Negli anni di malattia, Luisa Piccarreta proseguì il suo percorso clericale diventando terziaria domenicana col nome di suor Maddalena. Durante la sua permanenza a letto avrebbe avuto altre esperienze mistiche, delle quali scrisse nei suoi diari. Ebbe tra i suoi confessori Annibale Maria di Francia, che la incoraggiò a trascrivere le proprie memorie e le proprie conclusioni dottrinali. Morì il 4 marzo 1947 e fu tumulata nel cimitero cittadino; nel 1963 le sue spoglie furono trasferite nel Santuario della Madonna Greca di Corato.

## Processo di canonizzazione
Nel 1938 Luisa Piccarreta fu sottoposta a indagine dal Santo Uffizio, in seguito alla quale i suoi scritti furono sequestrati a causa del loro misticismo e posti all'Indice dei libri proibiti.
Già il mese dopo la sua morte, l’Arcivescovo di Trani Mons. Francesco Paolo Petronelli avviò il processo di riabilitazione della Piccarreta presso la Santa Sede; un anno dopo il suo successore, monsignor Reginaldo Giuseppe Maria Addazi, ne autorizzò la venerazione privata. 
Nel 1994, con l’approvazione della Santa Sede, l’arcivescovo di Trani – Barletta – Bisceglie, mons. Cassati, aprì il processo di beatificazione, autorizzandone il culto quale serva di Dio. La fase diocesana del processo si è conclusa nel 2005.
Tra il 2005 e il 2019 il Dicastero delle cause dei santi ha rifiutato per due volte di concedere il suo nihil obstat alla prosecuzione della causa di beatificazione, per via di problemi dottrinali sollevati dai teologi e dai consultori legati al dicastero. Il Dicastero ha poi rilasciato il nulla osta nel giugno 2024.